# Matías Giménez
Matías Giménez (Apóstoles, 23 de diciembre de 1984) es un futbolista argentino el cual juega de mediocampista. Actualmente trabaja en inferiores de Boca Juniors. 

## Trayectoria

### Tigre
Mediocampista izquierdo o delantero izquierdo. Surgido de las inferiores de Tigre, debutó el 16 de agosto de 2003 en un Tigre 3 - 0 Talleres de Remedios de Escalada. Con su primer club en su carrera logró conseguir el Apertura 2004 y el Clausura 2005, en la Primera B Metropolitana, Promoción del 2007 para el ascenso a la máxima categoría del fútbol argentino y, ya en primera división, el subcampeonato en el Apertura 2007 y en el Apertura 2008. Luego del Apertura 2008, se mencionó el interés de Club Atlético Boca Juniors y Estudiantes de La Plata por contar con su pase, aunque prefirió seguir en el club. En noviembre de 2009 tomó la decisión de no jugar más con la camiseta de Tigre, luego de que varios integrantes de su familia fueron amenazados de muerte por la denominada "barra brava" de Tigre. En el club de victoria, Giménez jugó 166 partidos convirtiendo 18 goles.

### Boca Juniors
Ya a mediados de diciembre de 2009, Boca Juniors vuelve a tenerlo en cuenta en el libro de pases y, a finales de mes, firma contrato con el club. Juega algunos partidos en el torneo de verano, sin demostrar un gran nivel, por lo que el técnico Alves decide no tenerlo en cuenta. Pasando dos meses, vuelve a ser convocado y alineado en el conjunto titular por el entrenador de Boca, nada más y nada menos que en el superclásico contra River, fecha 10 del Clausura 2010, partido que finalizó ganando Boca por 2 a 0: Giménez jugó de volante izquierdo cumpliendo un muy buen papel. Convierte su primer gol en el equipo Xeneize en la fecha 11 del mismo campeonato, contra Chacarita Juniors; su segundo tanto lo realiza ante San Lorenzo en ese mismo torneo, tras un centro preciso de Juan Román Riquelme, a los dos minutos de haber comenzado el encuentro. En cuanto a su tercer anotación en el equipo boquense, la realizó en la fecha 10 del Apertura 2010 ante el equipo de Tigre.

### San Lorenzo de Almagro
El 14 de enero de 2011 fue traspasado a San Lorenzo de Almagro en la operación que llevó a Diego Rivero a Boca. Su debut con la camiseta de San Lorenzo fue ante Godoy Cruz el 20 de enero. Luego Ramón Díaz lo fue convocando para los partidos e inclusive jugó de titular ante su ex club, Boca Juniors, en la victoria de San Lorenzo 1 a 0.
A pesar de haber sido cedido por un año a la entidad de Boedo, debido a la falta de pago de sueldo en los últimos meses el futbolista decidió volver a Boca, club dueño de su pase, tras sólo seis meses.

### Belgrano de Córdoba
En enero de 2012 se incorpora a Belgrano para disputar el Clausura 2012 por pedido del entrenador Ricardo Zielinski. El acuerdo fue a préstamo por seis meses con opción a compra. Llegó al elenco cordobés para reemplazar a Federico Mancuello, que arrastraba una lesión. El volante se sumó para armar juego y variantes en el mediocampo. Convirtió dos goles, uno a San Lorenzo y el otro a Boca.

### Boca Juniors
Tras finalizar el Clausura 2012, Giménez volvió a Boca, pero el técnico Julio César Falcioni no lo tuvo en cuenta para el último semestre del año. Con la llegada de Carlos Bianchi al club, tampoco sería tenido en cuenta, por lo que decidió dar término a su ciclo en Boca, cuando aún le restaban seis meses de contrato con la institución.

### Huracán
En enero de 2013 se desvinculó de Boca Juniors, luego de estar seis meses sin jugar, y teniendo el pase en su poder se incorporó a Huracán.

### Olimpia
En junio de 2013, Giménez firmó contrato con el Club Olimpia de Paraguay con el cual también jugó la final la Copa Libertadores 2013 con el Olimpia, vínculo que lo une por un año.  Erro el último penal en la definición de penales, otorgando el título a Atlético Mineiro.

### Águilas Doradas
En julio de 2014, Giménez firmó contrato por seis meses con el club colombiano de Águilas Doradas de Pereira (Ex Itaguí).

### Argentinos Juniors
El 9 de enero de 2015, Giménez firmó contrato con Argentinos Juniors. 

### Deportivo Armenio
A comienzos de 2016 firmó por 6 meses una nueva etapa en el club de la B metro de Argentina .

### Club Sportivo Dock Sud
Firma contrato el 1 de julio de 2019, actualmente sigue en las filas del plantel.

## Clubes
| Club                                   | País      | Año       |
| -------------------------------------- | --------- | --------- |
| Tigre                                  | Argentina | 2002-2009 |
| Boca Juniors                           | Argentina | 2010-2012 |
| → San Lorenzo (cedido)                 | Argentina | 2011      |
| → Belgrano (cedido)                    | Argentina | 2012      |
| Huracán                                | Argentina | 2013      |
| Olimpia                                | Paraguay  | 2013-2014 |
| Rionegro Águilas                       | Colombia  | 2014-2015 |
| Asociación Atlética Argentinos Juniors | Argentina | 2015-2016 |
| Deportivo Armenio                      | Argentina | 2016-2017 |
| Dock Sud                               | Argentina | 2019-2022 |

## Palmarés

### Campeonatos nacionales
| Título                | Equipo                 | País      | Año     |
| --------------------- | ---------------------- | --------- | ------- |
| Primera B             | Tigre                  | Argentina | 2004/05 |
| Primera División      | Boca Juniors           | Argentina | A-2011  |
| Apertura de Primera C | Club Sportivo Dock Sud | Argentina | 2019    |